# Alpinanoplophilus tohokuensis
Alpinanoplophilus tohokuensis är en insektsart som beskrevs av Ishikawa, H. 1993. Alpinanoplophilus tohokuensis ingår i släktet Alpinanoplophilus och familjen grottvårtbitare. Inga underarter finns listade i Catalogue of Life.